# Liste indischer Fürstenstaaten

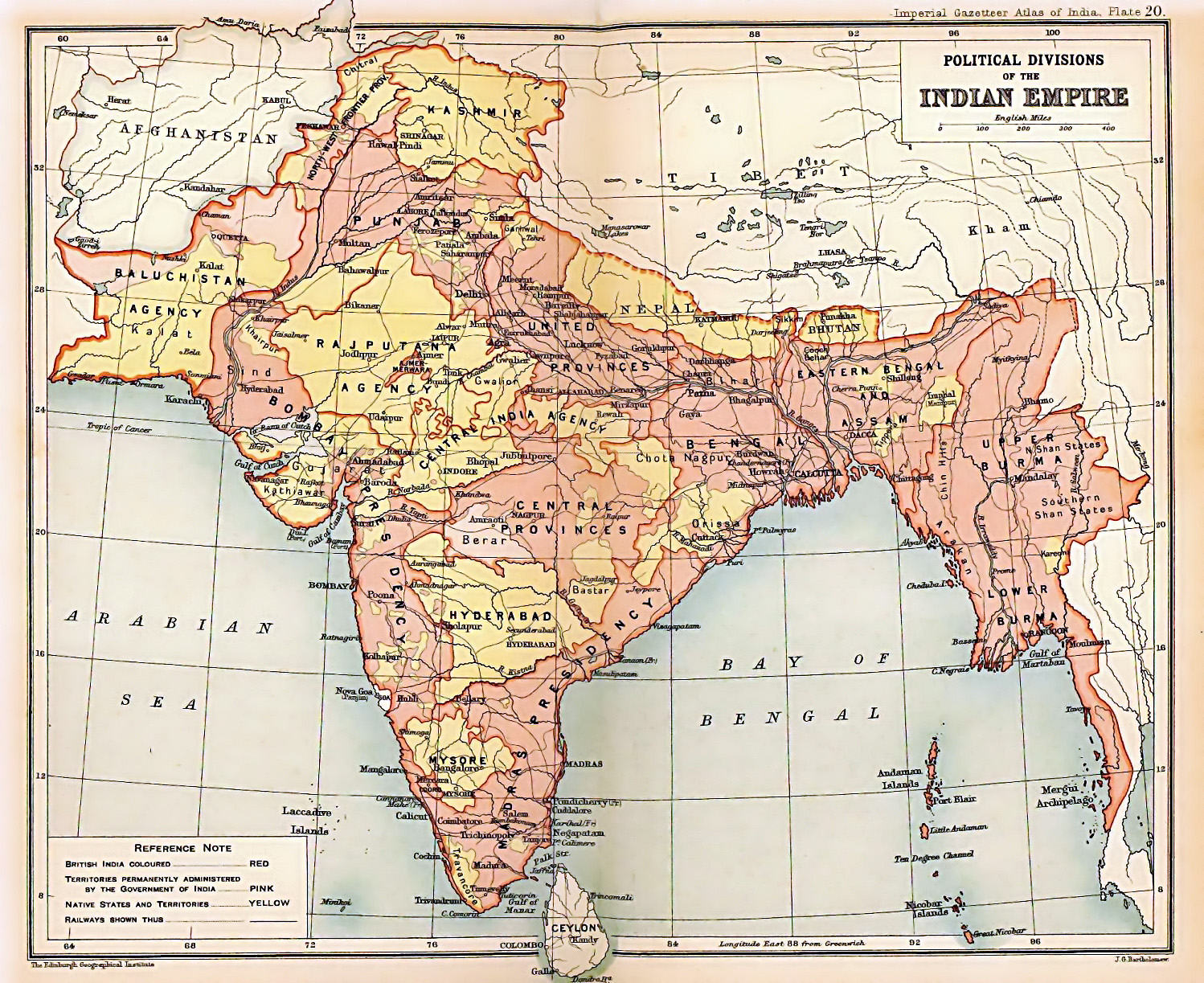
Karte von Indien Anfang des 20. Jahrhunderts. Die Fürstenstaaten sind gelb koloriert.

Diese Liste indischer Fürstenstaaten gibt die bedeutenderen Staatsgebilde wieder, die zur Zeit der britischen Kolonialherrschaft auf dem Subkontinent (ohne Burma) bestanden. Als „bedeutend“ gelten hierbei diejenigen, deren Herrscher das Recht auf Salutschüsse zugestanden bekommen hatten. Flächenmäßig können sie sehr klein sein. Münzregal und Posthoheit werden erwähnt, da sie ein wichtiges Merkmal von Souveränität darstellen. Insgesamt geht man von 565 Staaten aus, die zum 15. August 1947, dem indisch-pakistanischen Unabhängigkeitstag, bestanden. Das „diplomatische Jahrbuch“ sprach in den 1920ern von 617. Etwa 400 von diesen waren kleiner als 50 km². Besonders auf der Kathiawar-Halbinsel (Bombay) gab es Ländchen, die noch kleiner waren als die deutschen Duodez-Fürstentümer. Das Kriterium des Saluts führt dazu, dass einige flächenmäßig große Staaten, wie zum Beispiel Bastar, das größer als Belgien war, in der Liste nicht aufgeführt sind. Afghanistan und Bhutan waren formal keine indischen Fürstenstaaten, sondern Protektorate von Britisch-Indien. Sie sind daher nicht in der Liste aufgeführt.
Es ist zu beachten, dass noch im 19. Jahrhundert etliche wichtigere Staaten (u. a. Arcot, Assam, Oudh (Awadh), Coorg, mehrere Marathen-Staaten, Punjab, Utkala) in den Provinzen Britisch-Indiens, das seine größte Ausdehnung erst unter George Curzon erreichte, aufgingen. Besonders im Nordwesten und Nordosten hielten die Eroberungen bis 1907 an. Die Gesamtfläche der Fürstenstaaten (princely states) betrug knapp 40 %, ihr Anteil an der Bevölkerung und Wirtschaftskraft war geringer. Kontrolliert wurden die Fürsten durch Residencies und Agencies. Etwa 300 kleinere Staaten hatten nicht das Recht der höheren Gerichtsbarkeit und in den meisten Fällen auch keine Verträge, die ihr Verhältnis zur Kolonialmacht regelten. 121 Fürstenstaaten, davon 20 muslimische, galten als „salute states“ deren Herrscher das Recht auf 21 (5 Staaten), 19 (6 Staaten). 17 (13 Staaten), 15 (17 Staaten), 13 (16 Staaten), 11 (32 Staaten) oder 9 (32 Staaten, davon 3 in Burma) Schuss Salut beanspruchen konnte. Die weit überwiegende Zahl der Fürsten bildeten „non-salute states“. Das protokollarische Detail des dem Herrscher zustehenden Saluts diente der britischen Kolonialverwaltung als roter Faden, um die schier unübersichtliche Schar der indischen Fürsten in ihrer Beziehung zu Großbritannien zu ordnen. Die 118 „salute-states“ (ohne Burma) sind daher nach diesen 7 Klassen tabellarisch aufgeführt.
Das Verhältnis der Staaten zur britischen Krone war geregelt im Interpretation Act 1889 und in gewisser Weise im Royal Titles Act 1876. Die vertraglich festgelegten Rechte und Tributpflichten der Herrscher wurden üblicherweise bei Inthronisation eines neuen Herrschers im Sendschreiben (sanad) des Vizekönigs wiederholt. Die Rajas von 109 salutfähigen Staaten (Stand 1932) hatten ab 1921 einen Sitz in der Kammer der Fürsten inne. Die muslimischen Fürstentümer Kalat (19-gun salute) und Chitral (11-gun salute) sowie sieben weitere Staaten erhielten keinen Sitz in der Kammer. Außerdem wurden 12 Mitglieder von 127 kleineren Fürsten gewählt.

## 21-gun salute (Staaten mit dem Anrecht auf 21 Schuss Salut)
| Land                                   | Titel, Salut                                          | Fläche Bevölkerung (Tsd.)                                 | Steueraufkommen (Tsd. Rs.)                               | Militär                                                                                                   | Anmerkungen |
| -------------------------------------- | ----------------------------------------------------- | --------------------------------------------------------- | -------------------------------------------------------- | --- | --- |
| Baroda (Baroda Residency)              | Maharaja Gaekwar, 21                                  | 22110 km² (1943: 35774 km²) 1891: 2,185; 1901: 1,95 Mio.  | £ 1,53 Mio.                                              | Baroda State Royal Army (and Navy), 3562 K, 4988 I, 38 G                                                  | Erster Bündnisvertrag 26. Jan. 1780. Protektorat 6. Juni 1802. Gebietsabtretungen an die Briten für Verteidigung 1805, 1808, 1817. Absorbierte 1940-3 zahlreiche Zwergstaaten der Region. Der Staat führte eine Handelsflagge mit dem Red Ensign des Union Jack und dem Staatswappen im fliegenden Ende. Britische Residentur in Baroda. Münzregal bis 1947. |
| Gwalior (Gwalior Residency)            | Maharaja, 21                                          | 74980 km² 1891: 3 Mio., 1901: 2,9 Mio., 1941: 3,52        | 1941: 24 Mio.                                            | Gwalior State Forces, 5504 K, 11040 I, 48 G                                                               | Erster Friedens- und Freundschaftsvertrag 13. Okt. 1781, Protektorat 30. Dezember 1803 (Vertrag von Sarje Anjenagon). In Gwalior wurde eine britische Residentur eingerichtet. Der Herrscher wurde als Scindia bezeichnet und führte als „Rajpramukh“ 1948 die kurzlebige Föderation Madhya Bharat. Posthoheit, wobei die Marken für den gesamtindischen Verkehr Gültigkeit hatten. Für das Postwesen bestand ein Vertrag mit Britisch-Indien; Gwalior war von 1885–1947 einer der 6 Konventionsstaaten. Münzregal mit regelmäßigen Ausgaben bis 1947.                                                                   |
| Hyderabad (Hyderabad Residency)        | Nizam, 21                                             | 252840 km² 1891: 13 Mio., 1901: 11,1 Mio. 1941: 16,3 Mio. | 1903: 4,17 Mio. (ohne Jagir, diese ca. ⅓), 1941: 91 Mio. | Hyderabad State Forces, 19th Hyderabad Regiment, 6228 K, 24068 I, 35 G (1901: gesamt 24012, davon 3594 K) | Muslimisches Fürstentum. Der „erste“ Fürst Indiens. Vollständiger Titel: „His Highness Asaf Jah, Muzaffar-ul-Mamalik, Rustam-i-Dauran, Arastu-i-Zaman, Nizam-ul-Mulk, Nizam-ud-daula, Nawab Mir Sir Mahbub Ali Khan Bahadur, Fath Jang.“ Der Kronprinz war „H. H. the Prince of Berar.“ In Hyderabad bestand eine britische Residentur. Posthoheit 1869–1949, Briefmarken mit der Aufschrift „H.M.H. The Nizam's Government“. Münzregal 1762–1950. 1950 gewaltsam der Indischen Union eingegliedert. Siehe auch: Kategorie:Hyderabad (Staat)                                                                             |
| Jammu und Kaschmir (Kashmir Residency) | Maharaja, 19 (ab 1877 lokal: 21), Hauptstadt Srinagar | 206000 km² 1891: ca. 1,5 Mio., 1931: 3,6 Mio.             |                                                          | Kashmir State Forces, 8000 K und I, 288 G; 1941: 8900 (vor Ort)                                           | Der Raja von Jammu kaufte Kaschmir nach dem ersten Sikhkrieg für 750000 Rs. 31000 Soldaten im Ersten Weltkrieg. Postregal 1866–1886. |
| Mysore (= Maisur) (Mysore Residency)   | Maharaja, 21                                          | 158400 km² 1901: 5,5 Mio., 1941: 6,56 Mio.                | Tribut: 35 Mio, ab 1926: 25 Mio.                         | Mysore State Forces, 1173 K, 3425 I, 21 G (dazu Imperial Service Corps)                                   | Siehe auch: Hyder Ali und Tipu Sultan. Seit 1831 unter direkter britischer Kontrolle. 1868 rekonstituiert, jedoch wegen Minderjährigkeit des adoptierten Raja bis 1881 unter dem Court of Wards. Massive Hungersnot 1877/78. 1881 wurde das 1834 besetzte Coorg wieder abgesplittert. Waffenimport, Beschäftigung von Ausländern im Staatsdienst und Gesetzesänderungen (!) bedurften der britischen Genehmigung. Eisenbahn Mysore State Railway seit 1881. Fortschrittliche Verwaltung, die in den 1930ern als auf demselben Niveau wie Italien galt. In Mysore bestand eine britische Residentur. Münzregal 1793–1948. |

## 19-gun salute (Staaten mit dem Anrecht auf 19 Schuss Salut)
| Land                            | Titel, Salut                            | Fläche Bevölkerung (Tsd.)                                                                                | Steueraufkommen (Tsd. Rs.)                        | Militär | Anmerkungen |
| ------------------------------- | --------------------------------------- | --- | ------------------------------------------------- | --- | --- |
| Bhopal (Central India Agency)   | Begum (Nawab), 19 (lokal 21)            | 17729 km² ca. 1 Mio.; 1931: 730                                                                          | 1941: ca. 8 Mio.                                  | | Muslimisches Fürstentum. Protektorat seit Dez. 1817, Sitz der Bhopal Agency. Stand ab 1844–1926 mehrere Generationen unter der Herrschaft von Frauen. Münzregal 1723–1947 mit eigener Währung; Posthoheit 1878–1932. Am 1. Mai 1949 von Indien annektiert. |
| Indore (Central India Agency)   | Maharaja, 19 (lokal 21)                 | 21600 km² 1,05 Mio. (ca. 10 % tribals), 1901: 850000                                                     | 1941: 13 Mio.                                     | Indore State Forces, 3231 K, 6128 I, 65 G | Erster Protektoratsvertrag 24. Dez. 1805, aufgezwungen von Lord Lake, neuer Vertrag 1818, der große Landabtretungen an die Briten vorsah. Der Fürst führte den Titel „Maharaja Holkar“, in Indore bestand eine britische Residentur. Posthoheit 1886–1941, Münzregal 1760–1935. |
| Kalat (= Khelat) (Baluchistan)  | Wali, 19                                | 1891: ca. 234000, 1941: 141000 km² 1891: ?150; 1901: ?372 (verbesserte Methodik), 1941: 319              | 1941: 1,5 Mio.                                    | 300 K, 1500 I, 6 G | Muslimisches Fürstentum, gegr. Ende 16. Jahrhundert. Weitere Titel Begar Beli, verliehen 1739 von Nadir Schah. Im Grenzgebiet zu Afghanistan, diesem zeitweise tributpflichtig. Protektorat 1875. Verschiedentlich Gebietsabtretungen, u. a. die Tehsils Quetta, Bolan, Nushki, Nasirabad. Kharan gilt als Teil des Staats. Einer von drei Staaten der Baluchistan Agency. (keine Mitgliedschaft in der Chamber of Princes) Weitgehende Zerstörungen bei Erdbeben 1935. 1947 zu Pakistan. |
| Kolhapur (Deccan States Agency) | Raja Chhatrapati (Maharaja ab 1900), 19 | 7268 km² 1891: 800, 1941: 957                                                                            | 1941: ca. 510000                                  | 255 K, 1902 I, 67 G | Gegr. 1710 von Shivaji II., dem ehem. Herrscher von Satara. Protektoratsvertrag 1. Okt. 1812, in dem einige Forts und der Hafen von Malwan abgetreten wurde. 11 Vasallenstaaten u. a.: Vithalgarh, Bavda, Kapshi, Kagal, Ichalkaranji Torgal, Datva. Ab 1933 Teil der aus 17 Staaten gebildeten Kolhapur Residency & Deccan States Agency. Maharaja Vikramsinhrao, aus der älteren Linie von Dewas wurde 1947 adoptiert und regierte bis 1949. Münzregal 1710–1947. |
| Travancore (Madras)             | Maharaja, 19                            | 1891: 17363, 1901: 18295, 1941: 19642 km² 1891: 2,4 Mio. (20 % Christen); 1901: 2,9 Mio., 1931: 5,1 Mio. | für Verteidigung ab 1805: 800000; 1941: 26,8 Mio. | 61 K, 1442 I, 6 G | Erster Freundschaftsvertrag 1723, erweitert 1795; Protektorat 1805, was zur Rebellion des Velu Thampi Dalawa führte, die 1809 niedergeschlagen wurde. Der Staat führte eine Handelsflagge mit dem Red Ensign des Union Jack und dem Staatswappen im fliegenden Ende. Seit 1932 Zweikammer-Parlament. 1938 kam es zur Gründung des Travancore State Congress, der die Politik des Congress in den Staat trug und bis 1956 als Partei dominierte. Münzregal mit eigenen Prägungen (ab 1873 von den Briten hergestellt) bis 1948. Währung: 16 cash = 1 Chukram, 1 R. = 28 Chukram. Posthoheit bis 1948, dann nach der Vereinigung mit Cochin noch Markenausgaben bis 1950. |
| Udaipur (= Mewar) (Rajputana)   | Maharana, 19                            | 32743 (ohne Vasallen) km² 1891 (mit Vasallen): 1,49 Mio., 1901: 1,02 (Hungertote über 40 %), 1931: 1,56  | 1941: 6,5 Mio.                                    | Udaipur (Mewar) State Forces. 5560 K, 19344 I, 464 G Ab 1881 wurden die Einnahmen von Mewar Merwara zur Deckung der Verteidigungskosten (50000 Rs für Bhil Corps, 16000 Rs für Merwara Corps) komplett an die Briten abgetreten. | Wichtigere Vasallen: Chani, Jawas, Jura, Madri, Oghna, Panarwa, Para, Patia, Sarwan und Thana. Unterstützte die Briten im Maratha-Krieg 1803, Ansuchen um Schutz 1805 wurde jedoch abgelehnt. Erst am 13. Jan. 1818 brit. Protektorat, mit weitreichenden Verteidigungspflichten. Politische Kontrolle durch die Mewar Residency zu der Udaipur, Banswara, Dungarpur und Partabgarh gehörten. In den 1920ern Schwerpunkt nationalistischer Agitation. Münzregal, ab 1851 eigene Prägungen mit der Aufschrift (in Nagari) Dosti Landan („Freund Londons“) und am Revers Chitrakuta Udaipur. Prägungen erfolgten ab 1932 in Kalkutta.                                     |

## 17-gun salute (Staaten mit dem Anrecht auf 17 Schuss Salut)
| Land                                                   | Titel, Salut                                      | Fläche Bevölkerung (Tsd.)                                                                                | Steueraufkommen (Tsd. Rs.)                               | Militär | Anmerkungen |
| ------------------------------------------------------ | ------------------------------------------------- | --- | -------------------------------------------------------- | --- | --- |
| Bahawalpur (Punjab)                                    | Nawab, 17 (1966: 21)                              | 44600 km² 1891: 573, 1901: 720, 1941: 984                                                                | 1911: 3,5 Mio., 1941: 12 Mio.                            | Bahawalpur State Forces, 443 K, 1352 I, 11 G | Muslimisches Fürstentum. Größter Staat im Punjab. Protektorat 1838. Münzregal, gelegentliche Kupferprägungen. Posthoheit 1945–1949. 1947 zu Pakistan. |
| Bharatpur (Rajputana)                                  | Maharaja, 17                                      | 5092 km² 1891: 645, 1941: 487                                                                            | 1941: 3,15 Mio.                                          | 1647 K, 8207 I, 54 G | Gegr. 1752. Protektorat 1803, Vertrag von 1805, endgültiger Vertrag 18. Januar 1828. 1600 Soldaten in Ostafrika im Ersten Weltkrieg. |
| Bikaner (Rajputana)                                    | Maharaja, 17                                      | 57-60000 km² 1891: 510, 1941: 936                                                                        | 1941: 12,7 Mio.                                          | Bikanir State Force, 400 K, 564 I, 91 G | 1456 gegr. Titel, vollständig Maharajadhiraj Narendra Maharaja, verliehen von Ahmad Schah Durrani 1752. Protektorat 9. März 1818, mit der Verpflichtung im Kriegsfall den Briten Truppen zu stellen. |
| Bundi (Rajputana)                                      | Maharao Raja, 17                                  | 5608 km² 254; bis 1901 > –40 % (Hungertote)                                                              | Tribut: 40000 Rs                                         | 446 K, 1835 I, 144 G | Gegr. 1342. Protektorat 10. Feb. 1818. Posthoheit 1894–1941, Münzregal, jedoch nur wenige Prägungen |
| Cochin (Madras)                                        | Raja, 17                                          | 3511 km² 1891: 600; 1901: 812, 1941: 1,2 Mio.                                                            | 1891: 200000 für Verteidigung, 1941: 940000              | 16 K, 324 I, 4 G | Im 16. Jahrhundert von den Portugiesen abhängig, dann enge Beziehungen zur holländischen VOC. Schutzverträge mit Briten 1791, 1809. Amt des Diwan 1632–1809 in der Familie Paliat Achan erblich. Voller Titel ab 1895: Maharaja Gangadhara Koviladhi Karikal Sri. Der Staat führte eine Handelsflagge mit dem Red Ensign des Union Jack und dem Staatswappen im fliegenden Ende. Historisch gutes eigenes Postwesen von 1892–1933. Abweichend gestückelte Währung bis 1911: 6 Puttans = 5 Annas. Ab 1930 gewähltes Parlament (mit hohem Eigentumsvorbehalt). 1948 mit Travancore vereinigt, wobei bis 1950 nochmals Briefmarken verausgabt wurden. |
| Jaipur (Rajputana)                                     | Maharaja, 17                                      | 1891: 37320, 1941: 43000 km² 2,5 Mio., 1901: 2,65 (> 6 % Hungertote), 1931: 2,6 Mio.                     | Tribut: 400000 Rs.; 1941: 14,3 Mio.                      | Jaipur State Forces, 3578 K, 16099 I, 281 G | Protektorat 25. Apr. 1818. Schreibung bis 1860er Jeypore. Neuer Protektoratsvertrag 1871, darin auch Abtretung der Salzsteuer. Voller Titel ab 1880: Saramand-i-Rajha-i-Hindustan Raj Rajindra Sri Maharajadhiraj. Der Fürst leitete 1948 die kurzlebige Föderation von Rajasthan. Posthoheit 1900–1947. Münzregal für Silber und Kupfer 1621–1947. |
| Jodhpur (Rajputana)                                    | Maharaja, 17                                      | ca. 95000 km² 1891: 1,75 Mio., 1901: 1,9, 1941: 2,1                                                      |                                                          | Jodhpur State Forces, 115000 Rs für Erinpura Regiment 3162 K, 3653 I, 121 G Leibgarde Jodhpur Sardar Risala und 1 Infanteriebataillon im Zweiten Weltkrieg für überseeischen Dienst abgestellt. | Gründung des Staates Marwar ca 1250. Etwa 200 Jahre später Umbenennung bei Gründung der neuen Hauptstadt Jodhpur. Voller Titel ab 1751: Raj Rajeshwar Saramad-i-Rajha-i-Hindustan Maharajadhiraja Maharaja. Protektorat 6. Jan. 1818. Interventionen 1824, 1839 und 1870. Teil der Western Rajputana States Agency. Posthoheit bis 1927. Regelmäßige Münzprägung bis 1948. Teil der indischen Union 9. März 1949. |
| Karauli (= Kerowlee) (Rajputana)                       | Maharaja, 17                                      | 3116 km² 1891: 150, 1931: 140                                                                            | 1875: 300000, ⌀ 1935–40: 671000                          | 281 K, 1640 I, 56 G | Gegr. 11. Jahrhundert Bündnis- und Schutzvertrag 13. Juni 1817. Nachdem es bereits 1838–40 und 1848 zu Nachfolgestreitigkeiten gekommen war, sollte das Land 1852 unter der Doctrine of Lapse annektiert werden, was jedoch in London verhindert wurde. 1857 loyal, zeitweise bis in die 1860er unter Zwangsverwaltung wegen Schulden. Absolutistischer Herrscher mit einem Diwan. Münzregal 1772–1948. |
| Kotah (Rajputana)                                      | Maharao, 17                                       | 9796; 1893: 14684 km² 1891: 517 (1891–1901: −34,6 %), 1901: 544 (vergrößert), 1941: 985                  | Tribut 1830: 102000; 1838: 200000, 1941: 500000          | 949 K, 5756 I, 148 G | Nicht zu verwechseln mit dem Distrikt Kohat (NWFP). Sezession von Bundi 1631. Protektoratsvertrag 26. Dez. 1817, geändert 1838. Gebietszuwachs aus den Territorien von Jhalawar (1892). Nahe dem Hauptort befand sich 1942 das Internierungslager Camp 17 (Deoli), für deutsche Männer, die aus Niederländisch-Indien verschleppt worden waren. Postregal, aber nur wenige Briefmarken ausgegeben. |
| Kutch (= Kachchh; Cutch) (Western India States Agency) | Rao (ab 1885: Sawai Bahadur), 17, Hauptstadt Bhuj | ca. 15500 km² bewohnbar, dazu ~23000 km² Salzsteppe im Rann von Kachchh 1891: 512, 1901: 488, 1941: 500+ | Tribut (Anjer-Fort) 88000 Rs; 1929: 186000, 1941: 320000 | 354 K, 1412 I, 164 G | Gegr. 1320, weitere Eroberungen, Hauptstadt seit 1548 Bhuj. Abkommen mit den Briten 1809, 1813 und nach Intervention im Nachfolgedisput am 13. Okt. 1819 unter Berücksichtigung gewisser Rechte der Jareja-Aristokraten, was zu jahrzehntelangen Disputen führte. Im 19. Jahrhundert fortschrittliche Verwaltung. Der Staat führte eine Handelsflagge mit dem Red Ensign des Union Jack und dem Staatswappen im fliegenden Ende. Seit 1933 unter der Mahi Kantha Agency, zu der 16 salutberechtigte und 236 kleinere Staaten gehörten. Münzregal mit eigener Währung für Kutch, Nawanagar, Junagadh, Rajkot, Soruth und Porbandar (1 Kori = 2 Adhio = 4 Payala = 8 Dhabu = 16 Dinglo = 24 Dokda = 48 Trambiyo). In Kutch wurden bis 1947 die regelmäßigen Prägungen in Kori-Währung für die beteiligten Staaten vorgenommen, darunter auch 1936 solche mit dem Namen Edward VIII. |
| Patiala (Punjab)                                       | Maharaja Bahadur, 17                              | 1891: 13980, 1941: 15330 km² 1891: 1,46 Mio. (50 % Hindus)                                               |                                                          | Patiala 1st Rajindra Lancers, 2423 K, 4147 I, 109 G | Gegr. 1761, Protektorat 1809. Raja Bhupinder Singh war einer der aktivsten Gegner der Föderation in den Verhandlungen zur Verfassungsreform 1930-5 und einer der autokratischten indischen Fürsten. Siehe auch: . 1948 führte er als „Rajpramukh“ die kurzlebige Föderation von Patiala and East Punjab States Union (PEPSU). Für das Postwesen bestand ein Vertrag mit Britisch-Indien; Patiala war von 1884–1947 einer der 6 Konventionsstaaten. |
| Rewa (= Rewah) (Central India Agency)                  | Maharaja, 17                                      | 33540 km² 1891: 1,5 Mio., 1901: 1,32 (12 % Gond, 15 % Kol), 1941: 1,59                                   | 1902: 290000 (davon 135000 Grundsteuer), 1941: 6 Mio.    | 691 K, 3135 I, 55 G | Gegr. von Bilagar Deo (= Biag Deo) um 1057. Schutzverträge 1812 und 1813. Kohle- und Kalkbergbau. Im ländlichen Distrikt Theonthai war die Bevölkerungsabnahme durch Hungersnot 1891–1901 41 %. Hauptstadt von Baghelkhand 1871–1931. Münzregal 1800–1947; im 19. Jahrhundert Prägung von Bagga shahi-Kupfermünzen (56 = 1 R). |
| Tonk (Rajputana)                                       | Nawab, 17                                         | 6473 km² 1891: 338, 1941: 317                                                                            | 1941: 2,1 Mio.                                           | 510 C, 2081 I, 77 G | Muslimisches Fürstentum. Exklave innerhalb der Central India Agency. |

## 15-gun salute (Staaten mit dem Anrecht auf 15 Schuss Salut)
| Land                                               | Titel, Salut                                          | Fläche Bevölkerung (Tsd.)                           | Steueraufkommen (Tsd. Rs.)             | Militär                                                                            | Anmerkungen |
| -------------------------------------------------- | ----------------------------------------------------- | --------------------------------------------------- | -------------------------------------- | ---------------------------------------------------------------------------------- | --- |
| Alwar (Rajputana)                                  | Rao Raja (bis 1826), Maharaja Sawai, 15               | 7802 km² 682                                        | 2,6 Mio.                               | Alwar State Forces, 2189 K, 3676 I, 351 K                                          | Nov. 1775 aus Teilen Jaipurs entstanden. Protektorat seit 14. November 1803. Teil der Rajputana Agency, Münzregal bis 1893, Posthoheit bis 1902 |
| Banswara (Rajputana)                               | Maharawal, 15                                         | ca. 3870 km² 1891: 175 (Abnahme bis 1901: < 20 %)   |                                        | 640 K, 783 I, 14 G                                                                 | Protektorat ab 1818. Unterstand dem political agent in Udaipur (= Mewar). |
| Datia (= Duttia) (Bundelkhand)                     | Rao (bis 1820er), Raja bis 1865, Maharaja, 15         | 2156 km² 1891: 183, 1931: 159                       | 1941: ca. 120000                       | 1941 2 Kompanien Govind Infantry, dazu weitere 1200 Soldaten. 945 K, 5203 I, 124 G | Zusatztitel des Herrschers: Lokendra („Weltenschützer“). Protektorat 15. März 1801, Vergrößerung des Landes 1817, neuer Vertrag 1818. Posthoheit 1893–1916. |
| Dewas Junior (Central India Agency)                | Raja Dada Sahib (jüngere Linie), 15                   | 145 km² 66, 1941: 70                                | 1941: 900000                           | 79 K, 176 I, 6G                                                                    | Marathen-Staat mit zweigeteilter Herrschaft, beide Rajas residierten in Dewas. Protektorats- und Opiumanbauvertrag Dez. 1818. Beide Herrscher 1918 zum Maharaja erhöht. Gebietszuwachs Anfang des 20. Jahrhunderts |
| Dewas Senior (Central India Agency)                | Raja Baba Sahib (ältere Linie, 1728), 15              | 400 km² 73                                          | 1941: 650000 km²                       | 70 K, 594 I, 14 G km²                                                              | Marathen-Staat mit zweigeteilter Herrschaft, Teil der Central India Agency. Beide Rajas residierten in Dewas. Protektorats- und Opiumanbauvertrag Dez. 1818. Beide Herrscher 1918 zum Maharaja erhöht. Gebietszuwachs Anfang des 20. Jahrhunderts |
| Dhar (Southern States and Malwa Agency)            | Raja, 15                                              | 4490 km² 1891: 148, 1901: 142, 1941: 243            | 1941: 1,75 Mio.                        | 367 K, 1249 I, 5 G                                                                 | Gegr. 1762. Protektorat 10. Jan. 1819, stand 1857 auf Seite der Rebellen, daher konfisziert, aber 1864 ohne den Distrikt Bairsia, der an Bhopal ging, rekonstituiert. Zahlreiche kleinere Staaten waren tributpflichtig. Jährliche Kontribution von 12.000 Rs für das Malwa-Korps 1880 durch Einmalzahlung von 300.000 Rs abgelöst. Posthoheit 1897–1898. 1 Anna = 4 Dabel. Münzregal bis 1893 (?)                                                |
| Dholpur (Rajputana)                                | Gohad: Rana Shri; ab 1806 vereinigt: Maharaj Rana, 15 | ca. 3100 km² 250; 1901: 270                         | 1941, 1,6 Mio.                         | 139 K, 1588 I, 32 G; 1941: 1058                                                    | Dholpur gegr. ca. 770 (= Dhavalapura). Gohad (= Gohud) gegr. 1505, das 1740–56 und 1782-Dez. 1805 von Gwalior besetzt wurde. Bahratpur besetzte 1761–75 Dholpur. Britisches Protektorat („ewiger Freundschaftsvertrag“) 2. Dez. 1779. Der Herrscher von Gohad vereinigte 1806 Dholpur und Gohad, zugleich neuer Vertrag mit den Briten. |
| Dungarpur (Rajputana)                              | Rawal (bis 1808), Maharawal, 15                       | ca. 2500 km² 154, 1901: 167 1941: 227               | Tribut: 17500 Rs.; 1941: ca. 750000    | 251 K, 535 I, 8 G                                                                  | Staatsgründung 1197. Protektoratsvertrag 11. Dez. 1818 ausgehandelt von Sir John Malcolm (1769–1833). Bevölkerungsanteil der indigenen Bhils um 1900 geschätzte 35 %. Posthoheit. |
| Idar (= Nani Marwar) (Western India States Agency) | Raja (bis 1843), Maharaja, 15                         | 1891: 6450, 1941: 4306 km² 1891: 258, 1941: 308     | Baroda tributpflichtig. 1941: 210000   | 54 K, 100 I, 15 G                                                                  | Entstand um 1200. 1791–1843 in bis zu fünf Staaten geteilt. Posthoheit 1939–1944. |
| Jaisalmer (= Jaisalmir) (Rajputana)                | Maharawal (ab 1891: Maharajadhiraj Maharawal), 15     | 41433 km² 1891: 109, 1941: 76                       | 1941: 420000                           | 140 K, 353 I 25 G                                                                  | Gegr. als Deogarh 731. Neue Hauptstadt Jaisalmer 1156. Protektorat 11. Dez. 1856. (Jessulmere). Münzregal, jedoch keine Prägungen. |
| Khairpur (= Kheirpore) (Punjab)                    | Mir, 15                                               | 15760 km² 129                                       |                                        | 700 K, 774 I, 32 G                                                                 | Muslimisches Fürstentum. Protektorat 1838. 1947 zu Pakistan. 1955 in der Western Province aufgegangen, heute Provinz Sindh. |
| Kishangarh (Rajputana)                             | Maharaja, 15                                          | 2199 km²                                            | 1941: 100 000                          |                                                                                    | 1611 gegründet, 1818 britisches Protektorat. Posthoheit 1899–1928. |
| Orchha (= Tikamgarh) (Bundelkhand)                 | Maharaja, 15                                          | 5366 km² 1891: 311, 1911: 321                       | 1945: ca. 150000                       | 50 K, 4400 I, 90                                                                   | Gegr. 1532 von Rudra Pratap. Protektorat 1812. Zusätzliche Titel ab 1882: Sawai Mahendra Maharaja und Saramad-i-Rajaha-i-Bundelkhand. Posthoheit 1913–1939. Münzregal, aber keine Prägungen. |
| Pratapgarh (Rajputana)                             | Maharaja, 15                                          | 1891: 3766, 1941: 2293 km² 1891: 79, 1941: 76       | 1941: 5500                             | 327 K, 454 I, 4 G                                                                  | Gegr. im 16. Jahrhundert durch Rawat Bhikaji, mit der Hauptstadt Deolia. Protektoratsvertrag 1818. Bevölkerungsverlust 1891–1901 (Hunger und Seuchen): 41 % |
| Rampur (United Provinces of Agra and Oudh)         | Nawab (ab 1737), 13                                   | 2427 km² 1872: 507, 1881: 541, 1891: 551, 1901: 533 | 1903: 3,5 Mio. (davon 1,9 Grundsteuer) | 598 K, 2417 I, 28 G                                                                | Muslimisches Fürstentum. Als Aonla gegr. 1719, später Rohilkhand genannt. Britische Interventionen 1774 (Verlegung der Hauptstadt nach Rampur) und 1794. Vasall 1801, loyal 1857 mit folgender Gebietsvergößerung. Central India Agency, ab 1936 Gwalior Agency. Die Hauptstadt Rampur City (28° 49' N, 79° 2' O) ist nicht zu verwechseln mit dem gleichnamigen Hauptort des bengalischen Zwergstaates Rairakhol, der 1901 1400 Einwohner hatte. |
| Sikkim (Himalaya)                                  | Raja, 15, Hauptstadt Gangtok                          | 7096 km²                                            | 1951: 138 093                          |                                                                                    | 1642 gegründet, 1730 Tributärstaat Tibets, 1793 von Nepal annektiert, 1817 Protektorat von Britisch-Indien, Britische Durchdringung seit 1839. 1861 wird Sikkim britisches Protektorat und erhält 1918 innere Autonomie. |
| Sirohi (Rajputana)                                 | Maharao, 15                                           | 7791 km² 1891: 142, 1941: 216                       |                                        | 199 K, 532 I, 8 G                                                                  | Im Lande befindet sich der heilige Berg der Rajputen, Mount Abu. Dort Gebietsabtretung 1845 für ein Sanatorium der Kolonialarmee. Hungerbedingter Bevölkerungsverlust 17,79 %. Der Staat war ein Zentrum der Kampagne der Nichtkooperation 1921/22, die besonders unter den Bhil viele Anhänger fand. Wurde 1951 geteilt. |

## 13-gun salute (Staaten mit dem Anrecht auf 13 Schuss Salut)
| Land                                                 | Titel, Salut                                      | Fläche Bevölkerung (Tsd.)                                              | Steueraufkommen (Tsd. Rs.)                              | Militär                                            | Anmerkungen |
| ---------------------------------------------------- | ------------------------------------------------- | ---------------------------------------------------------------------- | ------------------------------------------------------- | -------------------------------------------------- | --- |
| Benares (United Provinces of Agra and Oudh)          | Raja (ab 1859: Maharaja Bahadur), 13 (vor Ort 15) |                                                                        |                                                         | für Verteidigung: 219000 Rs.                       | Alte staatliche Tradition als Kashi. 1194 zu Oudh. 1790 eigenständig. Z. Zt. Warren Hastings unter direkte Kontrolle gestellt, 1860 wieder als eigener Staat, der ab 1911 als intern vollkommen eigenständig galt. (Hauptort seit 1947 Varanasi genannt). |
| Bhavnagar (Western India States Agency)              | Thakur Sahib, 13                                  | 7639 km² 1941: 500                                                     | 1941: 10,8 Mio.                                         |                                                    | Der Staat führte eine Handelsflagge mit dem Red Ensign des Union Jack und dem Staatswappen im fliegenden Ende. Münzregal 1660–1947 mit eigener Währung (1 Anna = 6 Dokra). |
| Cooch Behar (Bengalen)                               | Maharaja (seit 1884), 13                          | 3372 km² 1891: 602; 1901: 566; 1941: 590                               | 1871: 700000 Rs, davon 50 % an die Briten; 1941: 3 Mio. | 9 K, 176 I, 4 G                                    | Teil des Königreichs Kamarupa mit der Hauptstadt Kamatpur. Gründung des Staates Kamata, seit 1510/5 unter der Dynastie der „Koch“. Durch den Feldzug von 1783 von Bhutan gewonnen. Die Liebesheirat des zweitgeborenen Prinzen Jitendra (reg. 1913–22) mit Indira Devi von Baroda 1913 galt als skandalös. Die Maharani regierte dann während der Minderjährigkeit ihres Sohnes, dem letzten Raja Jagaddipendra Narayan, der im Zweiten Weltkrieg in der britischen Armee diente. |
| Dhrangadhra (Western India States Agency)            | Raj Sahib (ab 1918: Maharaja), 13                 | 3010 km² (1943: 4780) ca. 100                                          |                                                         | Dhrangadhra State Forces, 103 K, 470 I, 9 G        | Staat Jhalawad gegr. 1190 (alternativ: Kuwa, Halwad, Halwad-Dhrangadhra). Zur Gründung der neuen Hauptstadt 1735 umbenannt in Dhrangadhra. |
| Jaora (Southern States and Malwa Agency)             | Nawab, 13                                         | ca. 1500 km² 1891: 120, 1941: 100                                      | 160000 Rs. für Verteidigung                             | 13 K, 167 I, 15 G                                  | Muslimisches Fürstentum. Schutzvertrag 1818. 1857 loyal. Panth-Piploda wurde 1942 abgetrennt. |
| Jhalawar (Rajputana)                                 | Maharaja Rana, 13                                 | 1891: 6950, 1941: 2097 km² 1891: 340, 1941: 108                        | Tribut 80000, ab 1899 30000 Rs; 1941: 711000            | 403 K, 3873 I, 94 G                                | 1838 aus einem Teil des Staates Kota geschaffen. Ein Teil des Gebietes wurde 1899 wieder zurückgegeben. Posthoheit 1887. Münzregal bis 1893. Rückgang der ländlichen Bevölkerung 1891–1901: 22,7 %. |
| Jind (1886–1914: Jhind) (Punjab)                     | Raja Bahdur (ab 1881: Raja-i Rajgan), 13          | 3248 km² 1891: 250, 1941: 324                                          | 1911: £ 127600; 1941: ca. 260000 Rs.                    | 379 K, 1571 I, 12 G                                | Per Proklamation unter brit. Schutz 1809. Gebietsvergrößerung und neuer Schutzvertrag 1847 (vgl. Erster Sikh-Krieg). Loyal 1857 mit Gebietszuwachs 1860 (Steueraufkommen 116813 Rs). Für das Postwesen bestand ein Vertrag mit Britisch-Indien; Jind war von 1884–1948 einer der 6 Konventionsstaaten. |
| Junagarh (= Junagadh) (Western India States Agency)  | Nawab, 13                                         | 8460 km² 1891: 388; 1947: 545                                          | 1941: ca. 10 Mio.                                       | 251 K, 1972 I, 66 G                                | Muslimisches Fürstentum, gegr. 1748, Protektorat 1807. Posthoheit. Münzregal, gelegentliche Kupferprägungen. Der Staat führte eine Handelsflagge mit dem Red Ensign des Union Jack und dem Staatswappen im fliegenden Ende. Münzregal mit eigener Währung für Kutch, Nawanagar, Junagadh, Rajkot, Soruth und Porbandar (1 Kori = 2 Adhio = 4 Payala = 8 Dhabu = 16 Dinglo = 24 Dokda = 48 Trambiyo). Letztes Rückzugsgebiet des indischen Löwen. 15. Aug. 1947 Beitritt zu Pakistan, von Indien annektiert am 7. Nov. 1947, Volksabstimmung 20. Feb. 1948 für Indien, offizieller Anschluss am 25. Es hatten 91 Wähler für Pakistan gestimmt. |
| Kapurthala (Punjab)                                  | Raja, 13                                          | 1542 km² 1891: 253, 1941: 316                                          | 1941: ca. 400000                                        | 197 C, 829 I, 13 G                                 | 1846 unter britischer Kontrolle, bald wieder rekonstituiert. Schutzvertrag 1854, Loyalität 1857 mit Gebietgewinnen belohnt, Vertrag erneuert 1876. Dem Raja gehörten weitere 1806 km² Landgüter in britischem Gebiet, die Randhir Singh für seine Loyalität 1857 geschenkt erhielt. Maharaja Jagatjit Singh heiratete 1910 die spanische „Tänzerin,“ Anita Delgrada, die von den Briten nicht als legales Eheweib anerkannt wurde. (Lebensgeschichte 2006 verfilmt: La princesa de Kapurthala). Am 15. März 1948 von Pakistan erobert. |
| Nabha (Punjab)                                       | Raja (ab 1911: Maharaja), 13                      | 2394 km² 1891: 261, 1901: 297, 1911: 248 (51 % Hindus), 1931: 288      | 1911: 1,7 Mio., 1941: 2,3                               | 366 K, 1253 I, 18 G                                | Gegründet 1652. Expansion unter Jaswat Singh (reg. 1783–1840). Protektorat 1809. Eigene Münzen noch 1846. Für das Postwesen bestand ein Vertrag mit Britisch-Indien; Nabha war von 1885–1948 einer der 6 Konventionsstaaten. 14 kleinere nicht zusammenhängende Gebiete. Rückständig, bis 1924 noch keine befestigte Straße, jedoch Eisenbahn. |
| Nawanagar (Western India States Agency)              | Jam Sahib, 13                                     | 9780 km² 1891: 316, 1941: 409                                          | 1941: 9,7 Mio.                                          | 191 K, 3060 I, 117 G                               | 1812 Unterwerfung. Der Staat führte eine Handelsflagge mit dem Red Ensign des Union Jack und dem Staatswappen im fliegenden Ende. Der Maharaja vertrat Indien 1920 im Völkerbund. 1948 führte er als „Rajpramukh“ die kurzlebige Föderation von Saurashtra. Münzregal 1540–1948 mit eigener Währung für Kutch, Nawanagar, Junagadh, Rajkot, Soruth und Porbandar (1 Kori = 2 Adhio = 4 Payala = 8 Dhabu = 16 Dinglo = 24 Dokda = 48 Trambiyo). Posthoheit 1877–1893, |
| Palanpur (Gujarat)                                   | Diwan, ab 1910 Nawab Sahib, 13                    | 4582 km²                                                               |                                                         | 1921: 237 000                                      | Muslimisches Fürstentum, 1597 gegründet, 1809/1817 britisches Protektorat. |
| Porbandar (Western India States Agency)              | Rana, 13                                          | 1640 km² 1891: 71, 1941: 139                                           | 1941: ca. 2,5 Mio.                                      | 14 K, 236 I, 113 G                                 | 1808 Abkommen zur Piratenbekämpfung. Im Folgejahr brit. Kontrolle über die drei Häfen. Der Staat führte eine Handelsflagge mit dem Red Ensign des Union Jack und dem Staatswappen im fliegenden Ende. Dem Raja wurde als zweitem Inder überhaupt im Vatikan eine Audienz gewährt von Benedikt XV., Maharaja Natvarsinhji Bahadur führte das indische Cricketteam auf seiner Tour in England 1932. Münzregal mit eigener Währung für Kutch, Nawanagar, Junagadh, Rajkot, Soruth und Porbandar (1 Kori = 2 Adhio = 4 Payala = 8 Dhabu = 16 Dinglo = 24 Dokda = 48 Trambiyo).                                                                    |
| Rajpipla (Gujarat)                                   | Raja, 13                                          | 3914 km² 1872: 120, 1881: 114, 1891 und 1901: 171, 1941: 206           | Tribut an Baroda ab 1823: 50001 Rs.; 1941: ca. 250000   | 77 K, 443 I, 23 G (1904: 111 gesamt + 239 Polizei) | Gohel-Dynastie seit 1470. Unterwerfung Okt. 1821, nach Nachfolgedisput. Hauptort Nandod. Rewa Kantha Agency. 1884–97 unter Zwangsverwaltung wegen Missmanagement. Eigene Post bis 1886. Stark von Hungersnöten 1896-8 und 1899–1902 betroffen. Posthoheit 1880, jedoch danach keine Briefmarken mehr verausgabt. |
| Ratlam (= Rutlam) (Southern States and Malwa Agency) | Raja Maharaja (1921), 13                          | 1880 (? 2300) km² 1881: 87, 1891: 89, 1901: 83 (16 % Bhils); 1941: 107 | 1903: ca 50000 (dazu 67000 Zoll, 34000 Tribute)         | 134 K, 246 I, 13 G (davon 1903 5 brauchbar)        | 1652 gegr. unter Ratan Singh, am 5. Jan. 1819 Protektorat. Malwa Agency. Grenzziehung und Fläche unklar, da eng mit Sailana verwoben. 1902-4 jährlich ca. 2000 Pesttote. Währung bis 1897 war die Bahm Shahi-Rupie geprägt in Partabgarh, eigene Kupfermünzen. |
| Tripura (Bengalen)                                   | Raja, 13; Hauptstadt Agartala                     | 10 492 km²                                                             | 1941: 513 000                                           |                                                    | Tripura wurde um 100 n. Chr. gegründet, 1700 wurde ein Teil des Landes von Britisch-Indien annektiert; der übrige Staat wurde von der Kolonialverwaltung als „Hill Tipperah“ bezeichnet. 1765 / 1809 wurde Tripura britisches Protektorat. |

## 11-gun salute (Staaten mit dem Anrecht auf 11 Schuss Salut)
| Land                                                               | Titel, Salut                                         | Fläche Bevölkerung (Tsd.)                                          | Steueraufkommen (Tsd. Rs.)                                            | Militär                                          | Anmerkungen |
| ------------------------------------------------------------------ | ---------------------------------------------------- | ------------------------------------------------------------------ | --------------------------------------------------------------------- | ------------------------------------------------ | --- |
| Ajaigarh (Bundelkhand)                                             | Raja (ab 1877: Sawai Maharaja), 11                   | 2069 km² 1881: 81, 1891: 93, 1901: 78                              | 225.000                                                               | 77 K, 544 I, 13 G                                | Gegr. 1731. 1855–1859 britisch besetzt. |
| Alirajpur (Southern States and Malwa Agency)                       | Rana, 11                                             | 2165 km² 57                                                        |                                                                       | 11 K, 169 I, 7 G                                 | Bev. auch 19.000 Bhil |
| Baoni (Bundelkhand)                                                | Nawab Bahadur, 11                                    | 300 km² 1891: 17, 1941: 19                                         | 1941: 180.000 Rs.                                                     | 9 K, 185 I, 2 G                                  | Muslimisches Fürstentum, gegr. 1784 von Nachfahren des Nizam-ul-Mulk Asaf Jah I. Nach Austausch offizieller Schreiben (statt Vertrags) am 24. Dez. 1806 unter britischem Protektorat, Teil der Central India Agency. |
| Barwani (= Bhopawar) (Southern States and Malwa Agency)            | Rana, 9 (später 11)                                  | 3513 km² 56                                                        |                                                                       | 17 K, 225 I, 9 G                                 | Posthoheit 1917-1938, ab 1917 eigene Briefmarken |
| Bijawar (Bundelkhand)                                              | Maharaja, 11                                         | 2512 km² 113                                                       | 1941: 360000                                                          | 100 K, 1000 I, 13 G                              | Protektorat 1807. Postregal 1935–1937. |
| Bilaspur (= Keehloor, = Belashpur, = Kahlur; Simla Hills) (Punjab) | Raja, 11                                             | 1155 km² 1891:86, 1941: 101                                        | 1911: 190000, 1941: ca. 300000                                        | 40 K, 620 I, 11 G                                | Gegr. um 880. Einer der Simla Hill States. Unter britischem Schutz ab 1815, nachdem Gurkha-Besatzer (seit 1803) vertrieben wurden. Posthoheit. |
| Cambay (= Kambay) (Gujarat)                                        | Nawab, 11                                            | 903 km² 1891: 86, 1941: 89                                         | 1941: < 1 Mio.                                                        | 36 K, 498 I, 12 G                                | Muslimisches Fürstentum. Einer der ersten Einfallsorte der Portugiesen. Verteidigungsabkommen gegen Piraten 23. Apr. 1773. Brit. Protektorat 6. Juni 1802. Salzsteuer an die Briten, statt Tribut. Eigene, 13½ Meilen lange Eisenbahn (Tarapur nach Cambay). Der Staat führte eine Handelsflagge mit dem Red Ensign des Union Jack und dem Staatswappen im fliegenden Ende. |
| Chamba (Punjab)                                                    | Raja Sri, 11                                         | 7977 km² 1891: 115, 1931: 147                                      | 1941: 981000                                                          | 12 K, 200 I, 3 G                                 | Gegr. 550. 1809–46 Jammu tributpflichtig. Protektorat 9. März 1846. Herrschertitel Paramanabhattaraka Maharajadhiraja bis 1808. Im 19. Jahrhundert Tribut 10000, gegen Landabtretung auf 3800 Rs. reduziert. Posthoheit. |
| Charkhari (Bundelkhand)                                            | Raja; Maharaja (ab 1877, dazu Sipadar-ul-Mulk), 11   | 2033 km² 143                                                       |                                                                       | 188 K, 1552 I, 42 G                              | Gegr. 1765. Protektorat 1803. Posthoheit 1894–1943. |
| Chhatarpur (Bundelkhand)                                           | Raja; Maharaja ab 1919, 11                           | 3013 km² 1891: 167; 1901: 156                                      | 1941: 755                                                             | 39 K, 814 I, 39 G                                | Ein jagir, der erst 1806, als er einen Protektoratsvertrag zeichnete, zum Raja aufstieg. Der letzte Maharaja war in den 1940ern Dīwān von Hyderabad. |
| Chitral (Jammu und Kashmir)                                        | Mehtar, 11, Hauptstadt Chitral                       | 11 655 km²                                                         | 1951: 107 000                                                         |                                                  | 1585 Gründung von Chitral durch die Katur-Dynastie, 1634–1712 in feudaler Abhängigkeit von Badachschan (Afghanistan). Von 1877 bis 1912 war Chitral gegenüber Jammu und Kashmir tributpflichtig, 1889 wurde der Staat britisches Protektorat (keine Mitgliedschaft in der Chamber of Princes), das 1947 zu Pakistan kam. |
| Faridkot (Punjab)                                                  | Sardar (1643–1843); Raja Bahadur, 11                 | 1578 km² 1891: 97, 1941: 170                                       | 1941: 180000                                                          | 70 K, 300 I, 6 G                                 | Gründung von Kot Kapura 1643. 1763 Teilung in Kot Kapura und Faridkot. 1807–09 von Punjab besetzt. Ab 3. Apr. 1809 unter brit. Protektorat wieder eigenständig. Stand im Ersten Sikh-Krieg auf britischer Seite, was zu Gebietsgewinn führte. Loyal 1857, deshalb Rangerhöhung. Posthoheit bis 31. Dezember 1886, eigene Briefmarken bis 31. März 1901. Für das Postwesen bestand ein Vertrag mit Britisch-Indien; Faridkot war von 1887–1901 einer der 6 Konventionsstaaten. Münzregal mit eigener Währung (Münzstückelung: 8 Fulus = 4 Paisa = 1 Anna). |
| Gondal (Western India States Agency)                               | Thakur Sahib, 11                                     | 2641 km² 1941: 205                                                 | 1941: Staatseinnahmen ½ Mio. (keine Steuern!)                         |                                                  | Gleichnamige Dynastie gegr. von Kumbhoji I 1634. Der Staat war frei von Steuern, Abgaben, Zöllen und Akzisen. Man finanzierte sich aus Anlagen. Schulpflicht auch für Mädchen. |
| Janjira (= Habsan) (Deccan States Agency)                          | Nawab, 11 (ab 1919: lokal 13)                        | 836 km² 1891: 77, 1941: 110                                        | 1941: 1,1 Mio.                                                        | 310 I, 179 G                                     | Muslimisches Fürstentum. Erstes Verteidigungsabkommen (Piratenbekämpfung) 6. Dez. 1733. 1753 Vereinigung mit Jafarabad (97 km²), das nominell als abhängiges Giet galt. Da die Prägestätte Falschgeld für den nahegelegenen Handelsplatz Bombay produzierte, wurde diese 1834 zerstört und das Ländchen zum Protektorat. Jedoch kein Tribut an die Briten. Der Staat führte eine Handelsflagge mit dem Red Ensign des Union Jack und dem Staatswappen im fliegenden Ende.                                                                                 |
| Jhabua (Southern States and Malwa Agency)                          | Raja, 11                                             | 3446 km²                                                           | 1672 Rs für Verteidigung                                              | 64 K, 253 I, 4 G                                 | Ursprünglich Indore tributpflichtig. Als eigener Staat beim Abschluss des Protektoratsvertrags ab 18. Jan. 1818 gegründet. Über 55 % Bhil. |
| Malerkotla (= Maler Kotla) (Punjab)                                | Nawab Bahadur, 11                                    | 460 km² 1891: 71, 1941: 84                                         | 1941: 805.000                                                         | 60 K, 228 I, 6 G                                 | Muslimisches Fürstentum. Gründung des Ortes Malerkotla durch Bazid Khan 1657. Ab 3. Mai 1809 durch Proklamation unter britischem Schutz. Münzregal 1768–1908. |
| Mandi (Punjab)                                                     | Maharaja, 11                                         |                                                                    |                                                                       |                                                  | |
| Manipur (Assam)                                                    | Maharaja, 11; Hauptstadt Imphal, 1775–1796 Birhenpur | 22 327 km²                                                         | 1901: 284 465, 1941: 512 100                                          |                                                  | Gründung 35 n. Chr., seit 1762 unter britischem Schutz, 1819–1825 von Burma besetzt, 1835 Einrichtung der britischen Residentur. 1851 wurde Manipur zum britischen Protektorat erklärt und 1891 eroberten die Briten den Palast von Kangla. Münzregal 1709–1891. |
| Morvi (Western India States Agency)                                | Thakur Sahib, 11                                     | 2118 km² (1943: 2430 km²) 1891: 90, 1941: 123, 1943: 154           | 1891: 80000, 1941: 580000                                             | 121 K, 1155 I, 7 G                               | Der Staat führte eine Handelsflagge mit dem Red Ensign des Union Jack und dem Staatswappen im fliegenden Ende. Posthoheit mit eigenen Marken 1931 – 1935. |
| Narsinghgarh (Central India Agency)                                | Raja, 11                                             | 1607 km² 1891: 112, 1941: 114                                      | 1941: 950000                                                          | 318 K, 450 K, 16 G                               | Muslimisches Fürstentum. Die vom Diwan von Rajgarh 1681 gegründete Domäne wurde 1872 als Staat anerkannt. Ab Oktober 1929 Abschaffung von Kinderheirat, Frondiensten (begar) und dem Diwan, der durch ein Exekutivkomitee mit Fachministern ersetzt wurde. |
| Panna (Bundelkhand)                                                | Raja (bis 1869), Maharaja, 13                        | 6625 km² 1891: 225, 1931: 212                                      | 1941: 1,16 Mio.                                                       | 165 K, 1165 I, 36 G                              | Gegr. 1732. Protektorat 1807. Loyal 1857. Seit 1675 Hauptstadt von Bundelkhand. |
| Pudukkottai (= Pudukota) (Madras)                                  | Tondiman Raja, 11                                    | 1891: 3560, 1941: 3041 km² 1891: 302, 1901: 380, 1941: 401         |                                                                       | 16 K, 136 I, 27 G                                | Alte staatliche Tradition, aus dem Vijayanagara-Reich hervorgegangen. Ab 1350 unter der Pallava-Dynastie. 1801 unter britischer Kontrolle, der Raja wurde Marionette, blieb aber mit Einführung eines die Grundsteuern festschreibendes permanent settlement 1803 zumindest nominell eigenständig. Der eigentlich abgemachte Tribut eines Elephanten pro Jahr wurde, bis zur Aufhebung der Pflicht 1839, nie abgeliefert. |
| Radhanpur (Western India States Agency)                            | Nawab Sahib, 11                                      | 2967 km² (1943: 5201 km²) 1941: 70 (173 Dörfer), 1943: 100644      |                                                                       | 1941: ca. 800000                                 | Muslimisches Fürstentum. Babi-Dynastie regierte seit der Zeit Humayuns. Zahlte keinen Tribut, erhielt jedoch 1712 Rs. von 18 umliegenden Dörfern. 1943 Anschluss zahlreicher Zwergstaaten. Münzregal 1693–1948. |
| Raigarh (Eastern States Agency)                                    | Raja, 11                                             | 3849 km² 129 (1892)                                                |                                                                       |                                                  | Maharani Sushila Sinha (keine Mitgliedschaft in der Chamber of Princes). In der Indischen Union zu Himachal Pradesh. Nicht zu verwechseln mit Rajgarh (Mahya Pradesh). |
| Rajgarh (Central India Agency)                                     | Rawat (1871–80: Nawab, 1886: Raja), 11               | 1891: 1690, 1941: 2481 km² 1891: 118, 1941: 135                    | 1941: 100000                                                          | 300 K, 360 I, 6 G                                | 1681 durch Teilung von Umatwara in Rajgarh und Narsinghgarh hervorgegangen. Teil der Bhopawar Agency, später Kathiawar Agency. Der Raja konvertierte 1871 zum Islam. Die Hauptstadt (24° 1' N. 76° 44' O) ist nicht zu verwechseln mit den gleichnamigen (27° 14', 76° 38' O) Alwar bezw. Bikaner (28° 39' N, 75° 24' O). |
| Sailana (= Shailana) (Southern States and Malwa Agency)            | Raja, 11                                             | 291 km² 1891: 29 (¼ tribals), 1941: 35                             | 1941: 300000                                                          | 21 K, 152 I, 3 G                                 | Gegr. von Jai Singh 1730. Britischer Schutz 1819, die den an Sindh fälligen Tribut von 46000 Rs seit 1860 trugen. Territorium eng mit Ratlam verwoben, von dem es sezessionierte. |
| Samthar (Bundelkhand)                                              | Raja, 11                                             | 459 km² 1881: 39, 1891: 41, 1901: 33 (−17 % Verhungerte), 1941: 33 | 1891: 150000, 1941: 350000 (davon 200000 von abgetretenen Ländereien) | 290 K, 2275 I, 46 G (1903 Leibgarde 12 K, 40 I)  | Sezessionierte Ende des 18. Jahrhunderts von Dattia. Bündnis 1804 abgelehnt; 1817 von den Briten nach Unterwerfung als eigener Staat anerkannt. Raja als oberster Richter, Exekutive in den Händen eines Wesirs. Erste Landvermessungen 1855/7 und 1860-2. Bis ca. 1873 Währung auf Basis der Nana Shahi-Rupie geschlagen in Jhansi und Datia. Bahnlinie ab 1888. Salpetergewinnung. |
| Sirmur (= Sirmaur, Sirmour, Sirmoor) (Punjab)                      | Raja (Maharaja 1918), 11                             | 2700 km² 1891: 112, 1901: 135, 1941: 148                           | 1901: 600.000, 1935–40: ⌀ 867.000                                     | 100 K, 408 I, 10 G                               | Als Nahan 1095 gegr. Neue Hauptstadt Sirmur 1621. Nepalesisch besetzt 1803–15, nach deren Vertreibung durch die Expedition von Sir David Ochterlony Protektorat als Teil der Shimla Hills (Ambala Division). Das Regiment der 2. King Edward VII's Own Gurkha Rifles wurde als Sirmoor Rifles bezeichnet. Eigene Post bis 31. Dezember 1901. Posthoheit 1879–1899. |
| Sitamau (Southern States and Malwa Agency)                         | Raja, 11                                             | 521 km² 1941: 28                                                   | 1941: 271000                                                          |                                                  | |
| Suket (= Surendernagar) (Punjab)                                   | Raja, 11                                             | 1011 (? 1083) km² 52                                               | 1912: 30000 Rs.                                                       | 12 K, 12 I, 4 G                                  | Staatliche Tradition seit 765. Dynastie der Sage nach von den Pandavas des Mahabharata abstammend. Historisch von den bengalischen Sena. Erster Vertrag nach dem Nepal-Krieg 1815. Unter britischen Protektorat seit 24. Okt. 1846. Der Vertrag (wie auch der von Chamba und Mandi) verbietet ausdrücklich Gebietsabtretungen, Tötung Neugeborener, Sklavenhandel und das Verbrennen von Witwen oder Leprakranken. |
| Tehri-Garhwal (United Provinces of Agra and Oudh)                  | Raja, 11, Hauptstadt Narendnagar                     | 1891: 10784, 1941: 11610 km² 1891: 199, 1941: 470                  | 1941: 1,85 Mio.                                                       | Tehri-Garwhal State Forces, 18th Garhwal Rifles. | |
| Wankaner (Western india States Agency)                             | Raj Sahib, 9 (11)                                    | 1068 km² 1891: 30, 1931: 44                                        | 1941: 727000                                                          | 73 K, 312 I, 15 G                                | |

## 9-gun salute (Staaten mit dem Anrecht auf 9 Schuss Salut)
| Land                                               | Titel, Salut                  | Fläche Bevölkerung (Tsd.)                                         | Steueraufkommen (Tsd. Rs.)                              | Militär                                                                               | Anmerkungen |
| -------------------------------------------------- | ----------------------------- | ----------------------------------------------------------------- | ------------------------------------------------------- | ------------------------------------------------------------------------------------- | --- |
| Balasinor (Gujarat)                                | Babi, 9                       | 488 km² 46                                                        | 1903: 99543 Rs., Tribut Baroda: 3000, Briten: 9766      | 60 K 177 I, 5 G                                                                       | Muslimisches Fürstentum. Münzregal bis 1885. |
| Banganapalle (Madras)                              | Nawab (ab 1871), 6 (später 9) | 428 (später 709) km² 31, 1941: 39                                 |                                                         |                                                                                       | Muslimisches Fürstentum, gegründet 1761; Nach 1900 zeitweise unter Zwangsverwaltung. Der einzige muslimische Staat in der Provinz Madras. |
| Bansda (Gujarat)                                   | Kiladar (ab 1876: Nawab), 9   | 554 km² 1891: 35, 1941: 49                                        |                                                         | Tribut: Rs 7351½ (+ 1500 ab 1858). Seit 1873 Subvention 8698, verblieb netto Rs. 153½ | Gegr. als Domäne 1665. 1783–90 von Mysore besetzt, danach eigenständige Herrschaft. Protektorat ab 1818. 1831–48 von Hyderabad annektiert, aber unter britischer Verwaltung. |
| Baraundha (Bundelkhand)                            | Raja (Bahadur, seit 1877), 9  | 611 km² 17                                                        |                                                         | 15 K, 75 I, 6 G                                                                       | 34 Generationen dieser Rajput-Dynastie sollen in Rusin (Distrikt Banda) geherrscht haben, bevor man nach Baraundha ging. Protektorat 1807. Residenz zeitweise in Paturkuchar. |
| Baria (Gujarat)                                    | Maharawal, 9                  | 2097 km² 1941: 160                                                | 1941: 1,1 Mio.                                          | Baria State Forces                                                                    | |
| Bhor (Deccan States Agency)                        | Pant Sachiv, 9                | 1891: 3846, 1941: 2347 km² 1891: 145, 1941: 141                   |                                                         |                                                                                       | Die Pant Sachiv waren einer von acht Ministern, die am Mogulhof erblich Ministerämter innehatten. Posthoheit 1879–1901. Keine Mitgliedschaft in der Chamber of Princes. |
| Chhota Udaipur (Gujarat)                           | Raja, 9                       | 2252 km² 1891: 71, 1941: 145                                      | 1904: 215391. Tribut an Baroda 7806 Rs., 1941: 1,1 Mio. | 50 K, 256 I, 4 G                                                                      | Gegr. 1743. Unterwerfung 1822. Bevölkerung hauptsächlich tribals: Bhil und Koli. Münzregal 1748–1947. |
| Danta (Western India States Agency)                | Maharana, 9                   | 5934 km² 18                                                       |                                                         | 70 K, 67 I                                                                            | |
| Dharampur (Gujarat)                                | Raja, 9                       | 2048 km² 102                                                      | Tribut (ab 1870): 9000 Rs.; 1941: 856000                | 40 K, 171 I, 4 G                                                                      | Althergebrachte Rajputen-Dynastie (seit 1262?). Protektorat 31. Dez. 1802. |
| Dhrol (Western India States Agency)                | Thakur Sahib, 9               | 730 km² 22                                                        |                                                         | 25 K, 285 I, 6 G                                                                      | Gegr. 1595. |
| Jawhar (Gujarat)                                   | Raja, 9                       | 794 km² 1941: 57 (meist tribals)                                  | 1941: ca. 500000                                        |                                                                                       | Keine Tributpflicht. Absolutistischer Herrscher bis 1947. |
| Karond (= Karund, = Kalahandi) (Central Provinces) | Raja (Bahadur, 1877), 9       | 9662 km² 1891: 224, 1941: 513                                     | Tribut ab 1905: 12000; 1941: 650000                     | keine                                                                                 | Ursprünglich dem Maharaja von Nagpur tributpflichtig, nach dessen Übernahme 1853 ein feudatory state. (keine Mitgliedschaft in der Chamber of Princes). Bevölkerung meist Gond. Teil des Landes sind fünf große Zamindars. Hauptort Bhawanipatna (19°54' N, 83°10' O). Ab 1938 zur Eastern States Agency. |
| Khilchipur (Central India Agency)                  | Rao Bahadur, 9                | 700 km² 36                                                        | 83317 Rs.; Tribut an Sindh 13183 Hali-Rs.               | 44K, 202 I, 2 G                                                                       | Dem Scindia tributpflichtiger Rajputen-Herrscher. Fläche 1881: ca. 407 km². Lage: 23° 52' bis 24° 14' N, 76° 28' bis 76° 45' O |
| Limbdi (= Limri) (Western India States Agency)     | Thakur Sahib, 9               | 887 km² 43 (10 % Muslims)                                         | ca. 160.000 Rs, davon 51.396 Tribut                     | 35 K, 174 I, 28 G                                                                     | |
| Loharu (Punjab)                                    | Nawab, 9                      | 583 km² 1941: 23                                                  |                                                         | 1941: ca. 137.000                                                                     | Muslimisches Fürstentum. |
| Lunawara (= Lunavada) (Gujarat)                    | Rana (1867: Maharana), 9      | 1001 km² 1891: 76, 1901: 64, 1941: 95                             | 176.000 Rs. Tribut an Baroda 5001, Briten: 9231         | 201 K, 295 I, 40 G                                                                    | Gegr. 1225 in Virpur, seit 1434 in Lunawara. Protektorat 1819, ab 1826 unter Rewa Kantha Agency. Tributpflichtig an Baroda und Gwalior, dessen Ansprüche die Briten 1861 übernahmen. Loyal 1857. |
| Maihar (Bundelkhand)                               | Thakur, ab 1869: Raja, 9      | ca. 1000 km² 71 (davon 15 % tribals)                              |                                                         | 8 K, 227 I, 7 G                                                                       | Gegr. 1778, 1788–90 besetzt von Banda. Seit 1806 unter Protektorat. |
| Mayurbhanj (Bengalen)                              | Maharaja, 9                   | 10989 km² 1901: 610                                               |                                                         |                                                                                       | |
| Mudhol (Deccan States Agency)                      | Raja, 9                       | 949 km² 1941: 63                                                  | 1935–40: ⌀ 318.000                                      |                                                                                       | Der älteste weiterbestehende Marathen-Staat. |
| Nagod (= Nagodh) (Bundelkhand)                     | Raja, 9                       | 1161 km² 1891: 79 (10 % tribals), 1941: 75                        | 1891: 72400 Rs., 1941: fast 300000                      | 6 K, 116 I, 4 G                                                                       | Gegr. 1344 als Unchehara. 1809 Protektorat. Loyal 1857, dafür ein Bezirk Gebietsgewinn; bis 1865 unter Zwangsverwaltung wegen Verschuldung (keine Mitgliedschaft in der Chamber of Princes). |
| Palitana (Western India States Agency)             | Thakur, 9                     | 745 km² 1891: 49, 1941: 62                                        | 1941: 821000                                            | 74 K, 401 I, 7 G                                                                      | Im Ländchen befindet sich ein wichtiges Heiligtum der Jain, der Berg Satrunjaya. |
| Patna (Central Provinces)                          | Maharaja, 9                   | 6192 km² 257                                                      |                                                         | 1941: 1,2 Mio.                                                                        | Protektorat 1803 (keine Mitgliedschaft in der Chamber of Princes). |
| Rajkot (Western India States Agency)               | Thakur Sahib, 9               | 1891: 727 km² 1872: 36,770, 1881: 46, 1891 und 1901: 50, 1941: 75 | 1891: ca. 300000, Tribut 21321 Rs.                      | 40 K, 310 I, 8 G                                                                      | 1807 Protektorat. Auf Anregung von Colonel Richard Harte Keatinge, VC (1825–1904) wurde im Hauptort 1870 das Rajkumar-College für Fürstensöhne der Bombay Presidency gegründet. Münzregal mit eigener Währung für Kutch, Nawanagar, Junagadh, Rajkot, Soruth und Porbandar (1 Kori = 2 Adhio = 4 Payala = 8 Dhabu = 16 Dinglo = 24 Dokda = 48 Trambiyo). Postregal mit der Aufschrift „Saurashtra“ 1864–1937. |
| Sachin (Gujarat)                                   | Nawab, 9                      | 108 km² 1891: 19 (in 21 Dörfern), 1941: 22                        | 1891: 200000, 1941: 397000                              | 5 K, 52 I, 4 G (60 Polizisten)                                                        | Muslimisches Fürstentum. Dynastie (Habshi Sidis von Danda-Rajapur und Janjira) Nachfahren von muslimischen abessinischen Seefahrern im Dienste von Aurangzeb. Als Gründungsdatum (Seitenlinie von Janjira) gilt 6. Juni 1791. Zersplittertes Territorium hauptsächlich im Distrikt Surat; Protektorat 1813, Surat Agency. 1835–64 unter direkter britischer Verwaltung. „Hauptstadt“ Sachin (21° 4' N, 72° 59' O) 1901: 997 Einwohner. Der Staat führte eine Handelsflagge mit dem Red Ensign des Union Jack und dem Staatswappen im fliegenden Ende. Der Raja war 1931 gegen die Föderation. |
| Sangli (Deccan States Agency)                      | Raja, 9                       | 2930 km² 1941: 258                                                |                                                         | 1941: 160.000                                                                         | Staatliche Eisenbahn von Sangli nach Miraj, knapp 10 km. Anfang des 20. Jahrhunderts Konstitutionelle Monarchie mit vierköpfigem Kabinett und legislativer Versammlung. |
| Sant (Gujarat)                                     | Maharaja, 9                   | 1016 km² 1941: 84                                                 | 1941: 436.000                                           |                                                                                       | |
| Savantvadi (= Sawantwari) (Deccan States Agency)   | Sir Desai, 9                  | 2386 km² 1872: 191, 1881: 192, 1901: 217                          | 1903: 430.000                                           | 12 K, 400 I, 34 G (1904 gesamt 324 Mann, 1 britischer Offizier)                       | Ab ca. 1450 Teil von Bijapur. 1554 erstmals selbständig unter Mang Savant, endgültig unter Khem Savant Bhonsla (reg. 1627–40). Gebietsgewinne im 17. Jahrhundert. Der 1730 geschlossene Freundschaftsvertrag war der erste, der mit einem Marathen-Fürsten geschlossen wurde. Nachfolgekämpfe 1803–12, in denen sich Piraten der Häfen bedienten. Abtretung des Hafens Vengrula 1812 an die Briten, Protektorat 1819. 1838 bis 1861 unter direkter Verwaltung. Nach Vermessung stiegen die Grundsteuereinnahmen 1895-7 von 180.000 auf 270.000 Rs. Hauptort Wari (= Vari).                    |
| Shahpura (Rajputana)                               | Rajahiraja, 9                 | 1045 km² 1941: 54                                                 | 1941: 381.000                                           |                                                                                       | Der Staat wurde 1706 gegründet und nach den Marathenkriegen wurde Shahpura britisches Protektorat (keine Mitgliedschaft in der Chamber of Princes). Am 25. März 1948 erfolgte der Beitritt zur Union von Rajasthan, am 7. April 1949 der Anschluss an Indien. Von 1914 bis 1948 unterhielt Shahpura eine Staatspost. Anfangs erfolgte die Ausgabe sehr einfach gestalteter Briefmarken, ab 1932 durften Fiskalmarken zur Frankierung verwendet werden. |
| Sonepur (Orissa)                                   | Maharaja, 9                   | 2347 km²                                                          |                                                         |                                                                                       | Keine Mitgliedschaft in der Chamber of Princes- |
| Wadhwan (Western India States Agency)              | Thakur Sahib, 9               | 609 km² 1881: 43, 1891: 42, 1901: 35 (−18 %)                      | 1901: 375000, davon 28692 Tribut                        | 49 K, 280 I, 9 G; 1901: 163, davon 39 K                                               | Hauptort Wadhwan (22° 42' N, 71° 44' O) und 31 Dörfer. Nicht zu verwechseln mit Zwergstaat in der Dangs. Posthoheit 1888–1889. |

## Sonstige Salutberechtigte
- Der Aga Khan, als Oberhaupt der ismaelitischen Muslime: 11

Einigen Häuptern von Dynastien, deren Länder Teil Britisch-Indiens geworden waren, die sogenannten political pensioners, erhielten das Recht auf persönlichen Salut vor Ort:
- Nawab von Murshidabad, vormals Herrscher über Groß-Bengalen, etwa das heutige Bangladesch, Bihar, Orissa und West-Bengalen: 19
- Nawab von Arkot, bis der Staat als Fürstentum wiederentstand
- Zamindar von Manyam (Französisch-Indien): 4

Vom pakistanischen Präsidenten Muhammed Ayub Khan wurde 1966 folgenden Herrschern Salut zugestanden:
- Mir von Hunza (15 Schuss)
- Wali von Swat (15 Schuss)
- Mehtar von Chitral (11 Schuss)

Im Hadramaut (Südarabien) die Herrscher:
- Sultanat von Shihr und Mukalla (11 Schuss seit 1903)
- Der „Kathiri-Staat von Sai'ūn“

Die Herrscher von fünf der sieben Scheichtümer des Trucial Oman auf der Arabischen Halbinsel, die bis 1937 administrativ als Teil der Bombay Presidency, dann Teil der Persian Gulf Residency verwaltet wurden, hatten das Recht auf drei Schuss Salut. Die waren:
- Adschman
- Dubai
- Ra’s al-Chaima
- Schardscha
- Umm al-Qaiwain

## Gruppierungen
Die Briten kontrollierten die Fürsten durch Residenten (für größere Staaten) und Agenturen (Agencies), für Gruppen kleinerer Staaten. Die jeweiligen britischen „Berater“ hatten im Zweifelsfall das letzte Wort und zögerten auch nicht, zu selbständig agierende Herrscher zur Raison zu bringen.
Direkt dem Vizekönig unterstanden:
- Hyderabad
- Mysore
- die Gujarat and Baroda Agency. Sie wurde 1944 mit der 1924 geschaffenen Western India States Agency zur Baroda, Western India and Gujarat States Agency zusammengefasst.
- Kaschmir und Jammu
- Gwalior, 1921 aus der Central India Agency ausgegliedert.
- Baluchistan Agency, bestand aus drei Staaten: Kalat (mit Makran) sowie Kharan und Las Bela.
- Rajputana Agency (Hauptort Mt. Abu) mit 21 Ländchen war untergliedert in vier Agencies. Sie hatte ursprünglich aus 18 Staaten und 2 Domänen bestanden. (Anfangs war sie in sechs kleinere Agencies und drei Residencies unterteilt):
- Central India Agency (seit 1854) unter einem Agent hatte 97 Länder unter sich, gegliedert in:
  - Bundelkhand Agency (bis 1931)
  - Bagelkhand Agency (1871–1931) mit: Rewa (1931 zu Indore), Maihar, Nagode, Sohawal, Jaso, Kothi, Baraunda, Paldeo, Kamta-Rajaula, Taraon, Pahra, Bhaisaunda
  - Indore Residency
  - Gwalior Residency (1886–1921)
- Madras States, von denen es fünf gab, nämlich Banganapalle, Cochin, Pudukkottai, Sandur und Travancore. Sie hatten bis 1. Oktober 1923 dem Gouverneur von Madras unterstanden.
- Western India States Agency 1924 gebildet aus den Kathiawar, Kutch und Palanpur Agencies. Kathiawar umfasste nur noch 134 Kleinststaaten.
- United Deccan States: Akalkot, Aundh, Bhor, Jamkhandi, Jath, Kuraundvad Senior, Kuraundvad Junior, Miraj Senior und Junior, Mudhol, Phaltan, Ramdurg, Sangli, Savantvadi, Savanur und Wadi, sowie zwei weitere.
- Chota Nagpur States und Orissa Tributary States wurden zur 1933 geschaffenen Eastern States Agency zusammengefasst, diese wurde 1947 zur Eastern States Union:
  - Später zu Orissa kamen die Staaten Gangpur, Bonai, Mayurbhanj (erst am 1. Januar 1949), Bamra, Keonjhar, Rairakhol, Sonpur, Athmallik, Pal Lahara, Talcher, Patna, Boudh, Dhenkanal, Hindol, Daspalla, Narasinghapur, Barhamba, Athgarh, Tigiria, Nayagarh, Ranpur und Kalahandi
  - Im Mai 1948 an Bihar: Kharsawan und Sareikella
  - Teil Madhya Pradeshs wurden Chang Bhakar, Korea, Surguja, Jashpur, Udaipur, Raigarh, Sarangarh, Kawardha, Khairagarh, Nandgaon, Kanker und Bastar.
- United Provinces of Agra and Oudh mit drei Ländern, dabei auch die Bhopal Agency (1818–1947).
- Punjab States Agency hatte seit 1929 13 Staaten

Cooch Behar und Tripura unterstanden ab 1922 dem Generalgouverneur, vorher waren sie von Bengalen verwaltet worden. Die North-West Frontier Agencies wurden als Stammesgebiete unter die politische Aufsicht der jeweiligen Distriktkommissare gestellt. Sikkim genoss offiziell ab 1917 vollen britischen Schutz.
Durch lokale Behörden kontrolliert wurden, vom:
- Gouverneur von Assam: Manipur und 24 kleinere Häuptlingstümer der Khasia and Jaintia Hills.
- Gouverneur des Punjab, vertreten durch den Distriktverwalter für Ambala: Dujana, Kalsi und Pataudi. Aus den ursprünglich 18 Shimla Hill States wurde 1901 die Punjab States Agency geschaffen, nach Vergrößerung 1936 umbenannt zur Punjab Hill States Agency.

Außer den erwähnten bestanden noch folgende Verwaltungseinheiten, die im Rahmen administrativer Neugliederungen aufgelöst oder umbenannt wurden:
- Malwa Agency gegr. 1895: Jaora, Ratlam, Sitamau, Sailana, und Teile von Gwalior, Tonk, Indore. 1925 mit der Bhopawar Agency (größere Staaten: Bakhatgarh, Barwani, Dhar, Ali Rajpur, Jhabua, Jobat, Mathwar, Kathiwara, Ratanmal) zur Malwa and Southern States Agency vereinigt. Bald darauf wieder zur Malwa Agency umbenannt.
- Gilgit Agency, ab 1877
- Kathiawar Agency (bis 1924) auf der gleichnamigen Halbinsel beinhaltete 193 meist sehr kleine Staaten, von denen 14 das Recht auf eigene Rechtsprechung hatten. Die Hungerjahre 1891–1902 führten zu einem Bevölkerungsverlust von mindestens 15 %.
- Mahi Kantha Agency (bis 1924) mit Idar, Dedhrota, Derol, Pal, Danta, Malpur, Mansa, Mohanpur, Varsora, Pethapur, Ranasan, Punadra, Khadal, Ghorasar, Katosan, Maguna, Palej, Virsoda, Ilol, Amliyara, Satlasana, Sathamba, Moyad, Vagpur u. a. 1891–1901 fiel die Bevölkerung um 41 %.
- North-East Frontier Agency (NEFA), hieß früher North-East Frontier Tracts und bildet heute den Bundesstaat Arunachal Pradesh.
- Zur Rewa Kantha Agency gehörten 61 meist kleine Staaten, der größte war Rajpipla.